# Nicolina Bispo
Nicolina Bispo (Aracaju, 18 de maio de 1906 — Guarulhos, 13 de junho de 1995) foi uma professora e poetisa, condecorada com o título de cidadã paulistana e cidadã guarulhense, notória por ser a autora do Hino de Guarulhos.

## Biografia
Nascida em Sergipe, filha de Deborah Bispo e irmã de Maria de Lourdes Bispo e Maria Thereza Bispo, mudou-se com sua família para Guarulhos em 1918, quando contava com 12 anos de idade.
Nicolina, assim como os demais moradores de Guarulhos, teve dificuldades para completar seus estudos, pois todas as vias da cidade naquela época eram de terra. Diariamente embarcava no Trem de Guarulhos que ligava a Estação Guarulhos a Estação Tamanduateí e, posteriormente, no Bonde Elétrico, que a levava até a Praça da República, no centro de São Paulo, onde fez o curso normal no então Colégio Caetano de Campos, atualmente sede da Secretaria Estadual de Educação. O trajeto apenas de ida demorava em torno de três horas. 
Começou a lecionar na recém inaugurada Escola Capistrano de Abreu situada até hoje no Centro de Guarulhos e, logo depois, na Escola Mista do Gopoúva. Dentre as primeiras professoras da época, teve grande destaque por lecionar no município de forma gratuita, além das aulas que já ministrava. Nos fundos de sua casa montou uma sala de aula para lecionar as crianças da região.
Fã de Machado de Assis, fez questão de construiu sua residência na Rua Machado de Assis, no bairro Dona Antônia em Guarulhos, de modo que ostentava, ainda, um retrato do escritor na parede de sua casa.
Foi professora e diretora do famoso Colégio Paulistano, situado na Rua Taguá, n.° 150, São Joaquim, São Paulo, atualmente campus da FMU. Tinha dizeres dóceis e gentis com seus alunos, sendo que muitas vezes distribuía doces aqueles que acertavam a suas perguntas. Era famosa por frases como "Quem tem mãe tem tudo, quem não tem mãe não tem nada".
Foi condecorada com o título de cidadã paulistana pela Câmara de São Paulo por meio da Resolução n.° 20 de 1962 de autoria da vereadora Dulce Sales Cunha Braga. A entrega da honraria ocorreu na 76ª Sessão Especial na data de 17 de maio de 1962.
Nicolina participou em 1960 do Concurso de Hinos promovido pela Prefeitura Municipal na ocasião do IV° Centenário do Município. Vencedora, consagrou-se como a autora do Hino de Guarulhos exaltando a bravura do povo guarulhense, sua história e cultura.
No ano de 1969 foi condecorada com o título de cidadã guarulhense pela Câmara de Guarulhos.
Faleceu no dia 13 de junho de 1995 aos 89 anos. Foi sepultada no Cemitério São João Batista na quadra 09 lote 01, localizado na região central de Guarulhos.

## Homenagem
Como forma de homenagear a autora do Hino de Guarulhos, a Prefeitura Municipal nomeou como Centro de Convivência Infantil “Profª Nicolina Bispo” instituíçao municipal de ensino situado na Rua Dona Antonia, n.° 602 no Bairro de Vila Augusta.